# Pozo Hidalgo
Pozo Hidalgo är en ort i Mexiko.   Den ligger i kommunen Mazapil och delstaten Zacatecas, i den centrala delen av landet, 700 km nordväst om huvudstaden Mexico City. Pozo Hidalgo ligger 1 596 meter över havet och antalet invånare är 329.
Terrängen runt Pozo Hidalgo är huvudsakligen platt, men österut är den kuperad.  Trakten runt Pozo Hidalgo är nära nog obefolkad, med mindre än två invånare per kvadratkilometer. Det finns inga andra samhällen i närheten. Omgivningarna runt Pozo Hidalgo är i huvudsak ett öppet busklandskap.